# Buck Adams
Buck Adams (15 novembre 1955 – Los Angeles, 28 ottobre 2008) è stato un attore pornografico statunitense.

## Biografia
Charles Stephen Allen ha lavorato come pugile e come buttafuori ed è entrato nell'industria pornografica poco tempo dopo che sua sorella, Amber Lynn, aveva cominciato la carriera nel settore per adulti ad inizio anni '80.
Ha lavorato in oltre 800 film e ne ha diretti 85, ottenendo 3 volte l'AVN Awards come Best Actor e venendo inserito nella Hall of Fame.
Il 28 ottobre 2008 è morto a 52 anni a seguito di complicazioni dovute ad un infarto.

## Riconoscimenti
AVN Awards
- 1987 - Best Actor - Video per Rockey X[2]
- 1992 - Best Actor - Film per Roxy[3]
- 1995 - Best Actor - Film per No Motive[4]
- 1996.– Hall of Fame[5]

XRCO Awards
- 1986 - Stud of the Year[6]
- 1987 – Best Couple Sex Scene per Peeping Tom con Nina Hartley[7]
- 1990 - Best Male-Female Sex Scene per The Chameleon con Tori Welles[8]
- 1996.- Hall of Fame[9]